# نينيان بارك
نينيان بارك هُو ملعب كرة قدم يقعُ في منطقة ليكويذ في كارديف بويلز، وكان الملعبُ موطنًا لنادي كارديف سيتي. لمدة 99 عامًا. افتُتِحَ في عام 1910 بحامل خشبي واحد، وخضع للعديد من التجديدات في تاريخه الافتراضي واستضاف أكثر من 60 ألف متفرج. في وقت إغلاقه في عام 2009، كان لديه 21.508 مُتفرج.